# ماریلو بری
ماریلو بری (فرانسوی: Marilou Berry‎؛ زادهٔ ۱ فوریهٔ ۱۹۸۳) هنرپیشه، کارگردان فیلم و فیلم‌نامه‌نویس اهل فرانسه است.
او در فیلم پیش پا افتاده بازی کرده‌است.